# Casa Jorba
|  | Per a altres significats, vegeu «Can Jorba». |

La Casa Jorba és una casa al terme de Vilanova del Camí (Anoia). Edifici de planta rectangular, d'un pis i sostre a dues vessants cobert amb teula plana i espadanya que sobresurt del frontal i amb ràfec. Façana arrebossada i decoracions d'arcs cecs a la part superior. A la part del darrere la casa es perd aquesta forma enlairada del frontal passant a ser simplement un sostre a dues vessants senzill.Al davant la casa un pati, escales per accedir a la casa i barana de terracota (?) amb motius florals tancats dins cercle.